# Luan Peters
Luan Peters est une actrice et chanteuse britannique, née le 11 juin 1946 à Bethnal Green (quartier de Londres) et morte le 24 décembre 2017 à Londres. Elle est aussi connue comme Karol Keyes.

## Biographie
Luan Peters fait ses premiers pas sur scène à seulement quatre ans, puis à seize ans elle obtient une bourse pour ses études. Mais c'est à partir des années 1960, quelle commence à se faire connaitre comme chanteuse et actrice. Elle obtient son premier rôle en 1967, avec la série télé Dixon of Dock Green, elle débute au cinéma dans Freelance (1971) puis Luan Peters joue dans des films produits par la Hammer comme La Soif du vampire (1971), Les Sévices de Dracula (1971) ou encore Le Rideau de la mort (1972) ainsi que dans plusieurs séries télé.

## Filmographie
- 1967 : Dixon of Dock Green (série télévisée) : Marie (comme Karol Keyes)
- 1967-1970 : Z-Cars (série télévisée) : Susan Cook / Doreen (3 épisodes)
- 1967 : Doctor Who (série télévisée) « The Macra Terror » : Chicki (4 épisodes)
- 1968-1971 : Public Eye (en) (série télévisée) : Brenda Smedley / Lana L'Etrell (2 épisodes) (Comme Karol Keyes)
- 1968 : Nana (série télévisée) : Maria Blonde (2 épisodes)
- 1968 : The Caesars (série télévisée) : Agripinilla
- 1969 : Strange Report (série télévisée) : Infirmière
- 1971 : Freelance : Rosemary
- 1971 : No Tonight Darling : Karen Williams
- 1971 : La Soif du vampire (Lust for a Vampire) : Trudi
- 1971 : Dear Mother... ...Love Albert (série télévisée) : Leslie Willis (3 épisodes)
- 1971 : Les Sévices de Dracula : Gerta
- 1971 : On the Buses (série télévisée) : Joan
- 1971 : Coronation Street (série télévisée) : Lorna Shawcross (6 épisodes)
- 1971 : Go Girl (série télévisée) : Carol / Go Girl
- 1972 : Les Éclaireurs du ciel (série télévisée) : A.C.W. Gwen Porter
- 1972 : Le Rideau de la mort : Carol Edwards
- 1973 : Crown Court (série télévisée) : Dorothy Greenway (3 épisodes)
- 1973 : Doctor Who (série télévisée) « Frontier in Space » : Sheila (6 épisodes)
- 1974 : Man of Violence : Angel
- 1975 : Vampira ou Les temps sont durs pour Dracula : La secrétaire de Pottinger
- 1976 : La Secte des morts-vivants (The Devil's Men) : Laurie Gordon
- 1977 : Robin's Nest (série télévisée) : Elizabeth
- 1977 : The Boys and Mrs B (téléfilm) : Ingrid
- 1977 : Target (en) (série télévisée) : Denise Musgrave
- 1978 : Les Professionnels (série télévisée) : La conductrice de la voiture de sport
- 1979 : L'Hôtel en folie (Fawlty Towers) (série télévisée) « The Psychiatrist » : Raylene Miles
- 1980 : The Enigma Files (série télévisée) : Elvira
- 1980 : The Wildcats of St. Trinian's : Poppy Adams
- 1981 : Pacific Banana : Candy Bubbles
- 1989-1990 : The Bill (série télévisée) (2 épisodes) : Doris / Sylvia

## Discographie

### Singles
- The Good Love The Bad Love, Gonna Find me a Substitute (Karol Keyes & The Big Sound, Unreleased Abbey Rd. EMI audition Recording)
- No One Can Take Your Place/You Beat Me To The Punch (Fontana TF517 décembre 1964) (Karol Keyes)
- Can't You Hear the Music/The Sweetest Touch (Fontana TF 846 juillet 1967) (Karol Keyes)
- One in a Million (1964) (Karol Keyes)
- A Fool in Love/The Good Love and the Bad Love (1966) (Karol Keyes)
- Crazy Annie/ Colours (1970)
- Everything I Want to Do/Billy Come Down (1973, Polydor)
- Love Countdown/Beach Love (1977, CBS, Germany)
- Dolphin Dive (1979)
- It's Me Again Margaret/Henhouse Holiday (1980, Precision)
- Trouble (1981, Pacific Banana)